# Jane Scott
Jane Scott (3. maj 1919 – 4. juli 2011) var en indflydelsesrig amerikansk rockkritiker for dagbladet The Plain Dealer i Cleveland i Ohio. Scott dækkede enhver større rockkoncert i Cleveland gennem hendes karriere, og hun var på fornavn med mange af rockstjernerne. Scott var kendt som "Verdens ældste rockkritiker" lige indtil hun efter sin 50-årige karriere som rockkritiker gik på pension i april 2002. Hun var også medvirkende til at bringe Rock and Roll Hall of Fame til Cleveland.
Jane Scott var født på Mount Sinai Hospital i Cleveland i Ohio i 1919. Hun blev student ved Lakewood High School i Lakewood i Ohio i 1937, og i 1941 dimitterede hun med en Bachelor of Arts fra Michigan Universitet, med hovedfag i engelsk, tale og drama; hun fik sig også et lærercertifikat. Jane havde en bror, Will, som døde i 2005 – og en livsledsager, Jim Smith, som døde i 2004; hun fik aldrig børn.